# Lijst van gotische gebouwen in Gelderland
Dit is een (onvolledige) lijst van de gebouwen die in de gotische stijl zijn gebouwd in de Nederlandse provincie Gelderland. 
Vaak zijn de gebouwen niet volledig in gotische stijl gebouwd, in dat geval worden enkel de gegevens van het gotische gedeelte gegeven.
| Naam                                   | Functie                                     | Start bouw (jaar)   | Voltooid (jaar)                                             | Stijl                                   | Huidige staat             | Oorspronkelijke hoogte (m) | Huidige hoogte (m)     | Lengte (m) | Breedte (m) | Stad       | Straat                        | Afbeelding |
| -------------------------------------- | ------------------------------------------- | ------------------- | ----------------------------------------------------------- | --------------------------------------- | ------------------------- | -------------------------- | ---------------------- | ---------- | ----------- | ---------- | ----------------------------- | ---------- |
| Agnietenkapel                          | Kapel                                       | na 1500             | na 1500                                                     | Laatgotiek                              | Gerestaureerd             | ?                          | ?                      | ?          | ?           | Arnhem     | Gasthuisstraat 1              |            |
| Marienborn of Mariendaal               | Klooster                                    | 1392                | 1587                                                        | ?                                       | Gesloopt                  | ?                          | ?                      | ?          | ?           | Arnhem     | Mariendaal                    |            |
| Sint-Eusebiuskerk                      | Kerk                                        | 1450                | na 1550                                                     | Late Nederrijnse gotiek                 | Verwoest en gerestaureerd | ?                          | toren: 93              | ?          | ?           | Arnhem     | Kerkplein 1                   |            |
| Voormalig Sint-Petersgasthuis          | Woonhuis, later gasthuis                    | 1380 (?)            | ?                                                           | ?                                       | verbouwd/gerestaureerd    | ?                          | ?                      | ?          | ?           | Arnhem     | Rijnstraat 71                 |            |
| Sint-Walburgiskerk                     | Kerk                                        | 1330 (?)            | 1391 (?)                                                    | Gotiek                                  | Gerestaureerd             | ?                          | ?                      | ?          | ?           | Arnhem     | St. Walburgisplein 1          |            |
| Alexanderkerk                          | Kerk                                        | voor 1358           | ?                                                           | Gotiek                                  | Gerestaureerd Gesloopt    | ?                          | ?                      | ?          | ?           | Bennekom   | Dorpsstraat 45                |            |
| Hervormde kerk                         | Kerk                                        | 14e eeuw            |                                                             | Gotiek                                  | Gerestaureerd             | ?                          | ?                      | ?          | ?           | Bronkhorst | Kapelstraat 2                 |            |
| Sint-Liborius of Onze Lieve Vrouwekerk | Kerk                                        | Koor: eind 15e eeuw | Koor: eind 15e eeuw Schip: 1509 Toren:1400, 1545 uitgebouwd | Gotiek                                  | Gerestaureerd: 1948-'51   | ?                          | ?                      | ?          | ?           | Dinxperlo  | Markt 2                       |            |
| 't Huys Optenoort                      | Woning                                      | 15e eeuw            | 15e eeuw                                                    | Laatgotiek                              | Gerestaureerd             | ?                          | ?                      | ?          | ?           | Doesburg   | Meipoortstraat                |            |
| Stadhuis                               | Schepenhuis, stadswijnhuis, woning, herberg | 15e eeuw            | 15e eeuw                                                    | Nederrijnse gotiek                      | Gerestaureerd             | ?                          | ?                      | ?          | ?           | Doesburg   | Koepoortstraat en Roggestraat |            |
| Waag                                   | Stadsbierhuis / Waag                        | 16e eeuw            | 1949                                                        | Laatgotiek                              | Gerestaureerd             | ?                          | ?                      | ?          | ?           | Doesburg   | Koepoortstraat                |            |
| Oude Kerk                              | Kerk                                        | 1421                | 15xx                                                        | Laatgotiek                              | Gerestaureerd / verbouwd  | ?                          | ?                      | ?          | ?           | Ede        | Grotestraat 58                |            |
| Het Linnaeustorentje                   | Traptoren Commanderij 's-Heerenloo          | 16e eeuw            | 16e eeuw                                                    | Laatgotiek                              | Gerestaureerd             | ?                          | ?                      | ?          | ?           | Harderwijk | Academiestraat tegenover 14   |            |
| Oude Kerk                              | Kerk                                        | 15e eeuw            | 15e eeuw                                                    | Gotiek                                  | Gerestaureerd             | ?                          | ?                      | ?          | ?           | Lunteren   | Dorpsstraat 34                |            |
| Grote of Sint-Catharinakerk            | Kerk                                        | 1461                | ?                                                           | Gotiek                                  | Herbouwd Gerestaureerd    | ?                          | Kerk: 23,5 Toren: 57,2 | 50         | 24,5        | Nijkerk    | Holkerstraat 1                |            |
| Besiendershuis                         | Besiendershuis                              | ?                   | ± 1525                                                      | Nederrijnse gotiek                      | Gerestaureerd             | ?                          | ?                      | ?          | ?           | Nijmegen   | Steenstraat 26, 28            |            |
| Mariënburgkapel                        | Kapel                                       | 1431                | 1431                                                        | Gotiek                                  | Verbouwd                  | ?                          | ?                      | ?          | ?           | Nijmegen   | Mariënburg 26                 |            |
| Grote of Sint-Stevenskerk              | Kerk                                        | 1254                | (met pauzes) 1566                                           | verschillende stijlen                   | Gerestaureerd             | ?                          | ?                      | ?          | ?           | Nijmegen   | St. Stevenskerkhof 61-64      |            |
| Latijnse School                        | Latijnse school                             | 1544                | 1545                                                        | Vroegrenaissance met gotische elementen | Gerestaureerd             | ?                          | ?                      | ?          | ?           | Nijmegen   | St. Stevenskerkhof 2, 4       |            |
| Hervormde kerk                         | Koor                                        | ?                   | ?                                                           | Laatgotisch                             | Gerestaureerd             | ?                          | ?                      | ?          | ?           | Otterlo    | Kerklaan 12                   |            |
| Grote of Sint-Maartenskerk             | Kerk                                        | 13e eeuw            | ± 1500                                                      | Nederrijnse gotiek                      | Gerestaureerd             | ?                          | ?                      | ?          | ?           | Zaltbommel | Nederland                     |            |